# Head of the Class
Head of the Class (traducida en España como Los primeros de la clase y en Latinoamérica como Mi profesor favorito) es una serie de televisión estadounidense de género cómico estrenado originalmente en la cadena ABC en el año 1986. En las cuatro primeras temporadas, el actor Howard Hesseman interpreta al protagonista principal, "Charlie" Moore, profesor sustituto de una clase de alumnos superdotados. En la última temporada Hesseman se retiró de la serie y fue sustituido por Billy Connolly en el papel del profesor Billy MacGregor. A lo largo de las temporadas también hubo algunos otros cambios en el reparto. A partir de este papel surgió el fallido spin-off Billy, estrenado en 1992.
En la serie frecuentemente se hacía referencia a un colegio rival, llamada «Bronx Science», clara referencia a la verídica Bronx High School of Science situada en el Bronx.[cita requerida]

## Sinopsis
Head of the Class se centra en la vida de diez estudiantes con alto cociente intelectual: Maria, Arvid, Darlene, Simone, Jawaharlal, Alan, Eric, Sarah, Dennis y Janice, insertos en un «programa de honra individualizada» en un colegio de Manhattan. Cuando llega el profesor sustituto Charlie Moore descubren que hay mucho más en el mundo que lo que estudian en clase. El objetivo de Moore es abrirles las mentes más allá de las notas, incentivando la práctica de deportes y hobbies, utilizando métodos frecuentemente mal vistos por el director del centro pero útiles para sus alumnos, por lo que llega a ganarse su respeto y un puesto fijo.

## Personajes
| Personaje                  | Actor                | Duración                      | Doblaje · España     |
| -------------------------- | -------------------- | ----------------------------- | -------------------- |
| Charles P. "Charlie" Moore | Howard Hesseman      | 1986–1990; temporadas 1–4     | Paco Hernández       |
| Billy MacGregor            | Billy Connolly       | 1990–1991; temporada 5        | José Antonio Ceinos  |
| Dr. Harold Samuels         | William G. Schilling |                               |                      |
| Bernadette Meara           | Jeannetta Arnette    |                               |                      |
| Maria Borges               | Leslie Bega          | 1986–1989; temporadas 1–3     |                      |
| Arvid Engen                | Dan Frischman        |                               |                      |
| Darlene Merriman           | Robin Givens         |                               | Begoña Hernando      |
| Simone Foster              | Khrystyne Haje       |                               | Lidia Zorrilla       |
| Jawaharlal Choudhury       | Jory Husain          | 1986–1989; temporadas 1–3     | Jorge Saudinós       |
| Alan Pinkard               | Tony O'Dell          |                               |                      |
| Eric Mardian               | Brian Robbins        |                               |                      |
| Sarah Nevins               | Kimberly Russell     | excepto en el primer episodio | Mar Bordallo         |
| Dennis Blunden             | Dan Schneider        |                               | Savid García Vázquez |
| Janice Lazarotto           | Tannis Vallely       | 1986–1989; temporadas 1–3     | Amparo Bravo         |
| Lori Applebaum             | Marcia Christie      |                               |                      |
| Alex Torres                | Michael DeLorenzo    | 1989–1991; temporadas 4–5     |                      |
| Dr. Enric Engen            | Bruce Gray           |                               |                      |
| Madeline Mardian           | Patricia McCormack   |                               |                      |
| Viki Amory                 | Lara Piper           | 1989–1991; temporadas 4–5     |                      |
| Theola June "T.J." Jones   | Rain Pryor           | 1988–1991; temporadas 3–5     | Guillermo Romero     |
| Jasper Kwong               | Jonathan Ke Quan     | 1990–1991; temporada 5        | Pablo Sevilla        |
| Aristotle McKenzie         | De'voreaux White     | 1989–1991; temporadas 4–5     |                      |

## Novelización
En diciembre de 1989 se publicó un libro escrito por Susan Beth Pfeffer basado en el guion de seis episodios de la serie. Sus 120 páginas forman una única historia en la que cada capítulo está basado en un episodio:
- Capítulo 1- First day, basado en el episodio de 1986 First day (episodio piloto), escrito por Lisa Rosenthal.
- Capítulo 2- A problem like Maria, basado en el episodio de 1986 A problem like Maria escrito por Cynthia Thompson.
- Capítulo 3- Crimes of the heart, basado en el episodio de 1987 Crimes of the heart escrito por Valri Bromfield.
- Capítulo 4- Cello fever, basado en el episodio de 1987 Cello fever escrito por Rich Eustis y Michael Elias.
- Capítulo 5- Trouble in Perfectville, basado en el episodio de 1987 Trouble in Perfectville escrito por George Beckerman.
- Capítulo 6- Parents day, basado en el episodio de 1987 Parents day escrito por Ellis Bufton y Scott Glaze.